# Liste der Biografien/By
Liste der Biografien |
Portal Biografien |
Personensuche
# |
A |
B |
C |
D |
E |
F |
G |
H |
I |
J |
K |
L |
M |
N |
O |
P |
Q |
R |
S |
T |
U |
V |
W |
X |
Y |
Z |
?
 
Ba |
Be |
Bd |
Bg |
Bh |
Bi |
Bj |
Bl |
Bm |
Bn |
Bo |
Br |
Bs |
Bu |
Bw |
By |
Bz
Die Liste der Biografien führt alle Personen auf, die in der deutschsprachigen Wikipedia einen Artikel haben. Dieses ist eine Teilliste mit 427 Einträgen von Personen, deren Namen mit den Buchstaben „By“ beginnt.

## By

### Bya
- Bya, Äbtissin im Kloster Liesborn
- Byabazaire, Deogratias Muganwa (1941–2014), ugandischer Geistlicher, katholischer Bischof von Hoima
- Byam, Christopher (* 2001), kanadischer Volleyballspieler
- Byam, William (1623–1670), Gouverneur von Suriname
- Byanca Beatriz Alves de Araujo (* 1995), brasilianische Fußballspielerin
- Byanka (* 1985), russische Sängerin
- Byanyima, Winnie, ugandische Frauenrechtlerin und Politikerin
- Byard, Adam (* 1990), walisischer Theater- und Filmschauspieler
- Byard, Jaki (1922–1999), US-amerikanischer Jazzpianist und -komponist
- Byard, Kevin (* 1993), US-amerikanischer American-Football-Spieler
- Byars, Chris (* 1970), US-amerikanischer Jazzmusiker
- Byars, Derrick (* 1984), US-amerikanischer Basketballspieler
- Byars, James Lee (1932–1997), US-amerikanischer Künstler
- Byas, Don (1912–1972), US-amerikanischer Jazz-Tenorsaxophonist
- Byass, Sophia (* 1993), gambische Dancehall-Musikerin
- Byatt, A. S. (1936–2023), britische Schriftstellerin
- Byatt, Horace Archer (1875–1933), britischer Kolonialgouverneur von Tanganjika und Trinidad und Tobago

### Byb
- Bybee, Joan L. (* 1945), US-amerikanische Linguistin
- Byberg, Lene (* 1982), norwegische Mountainbikerin
- Byberg, Thomas (1916–1998), norwegischer Eisschnellläufer

### Byc
- Bychawski, Marek (1954–2010), polnischer Jazzmusiker (Trompete, Komposition)
- Bychelberg, Hermann von (1823–1908), preußischer General der Artillerie
- Bychowski, Anatoli Awraamowitsch (* 1934), russischer Schachspieler und -trainer
- Bychowski, Bernard Emanuilowitsch (1898–1980), sowjetischer Philosoph
- Bychowski, Gustav (1895–1972), polnisch-US-amerikanischer Psychoanalytiker
- Byck, Jacques (1897–1964), rumänischer Romanist und Rumänist
- Byck, Samuel (1930–1974), US-amerikanischer Flugzeugentführer
- Byczewski, Iwo (* 1948), polnischer Jurist, Politiker und Diplomat
- Byczkowska, Martyna (* 1995), polnische Schauspielerin
- Byczok, Mykola (* 1980), ukrainischer Ordensgeistlicher und ukrainisch griechisch-katholischer Bischof der Eparchie Sankt Peter und Paul in MelbourneMykola Byczok (* 1980)

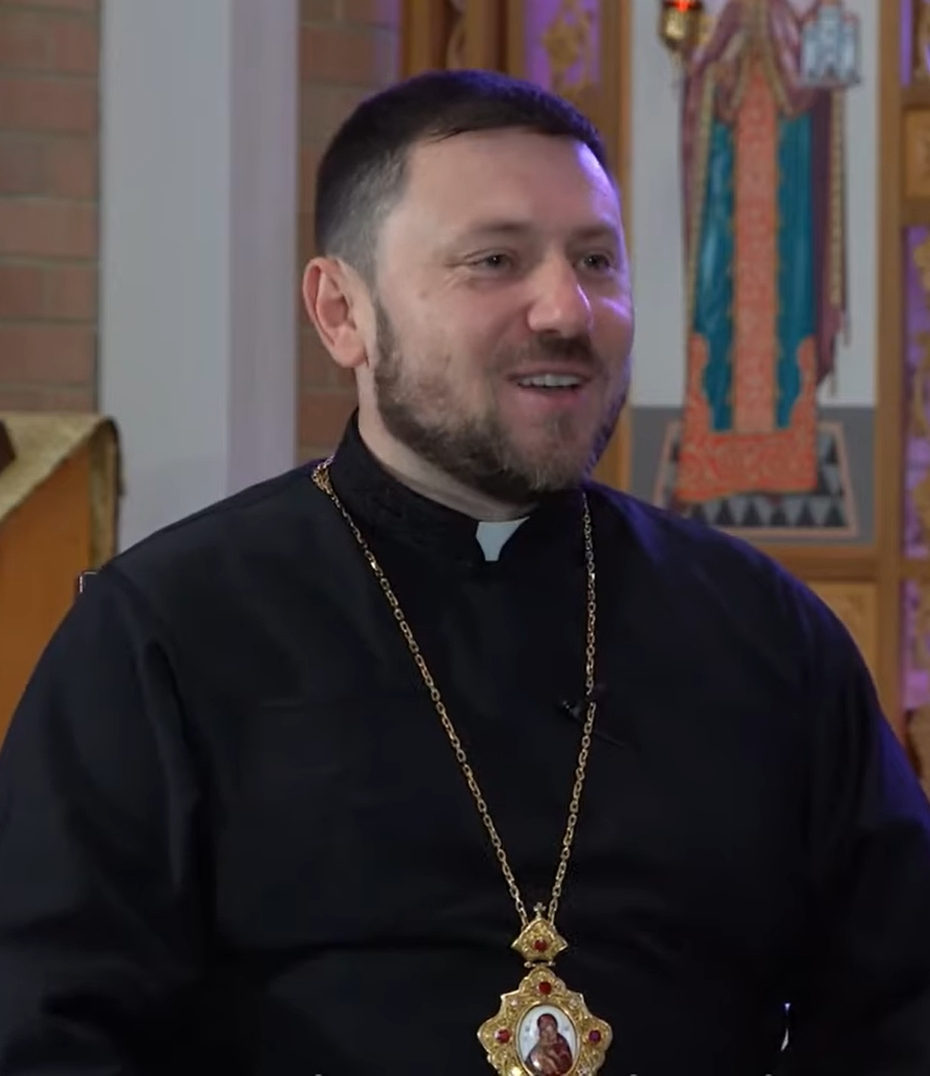
Mykola Byczok (* 1980)

### Byd
- Bydén, Micael (* 1964), schwedischer Generalmajor
- Byder, Søren (* 1972), dänischer Schauspieler
- Bydlinski, Franz (1931–2011), österreichischer Rechtswissenschaftler
- Bydlinski, Georg (* 1956), österreichischer SchriftstellerGeorg Bydlinski (* 1956)

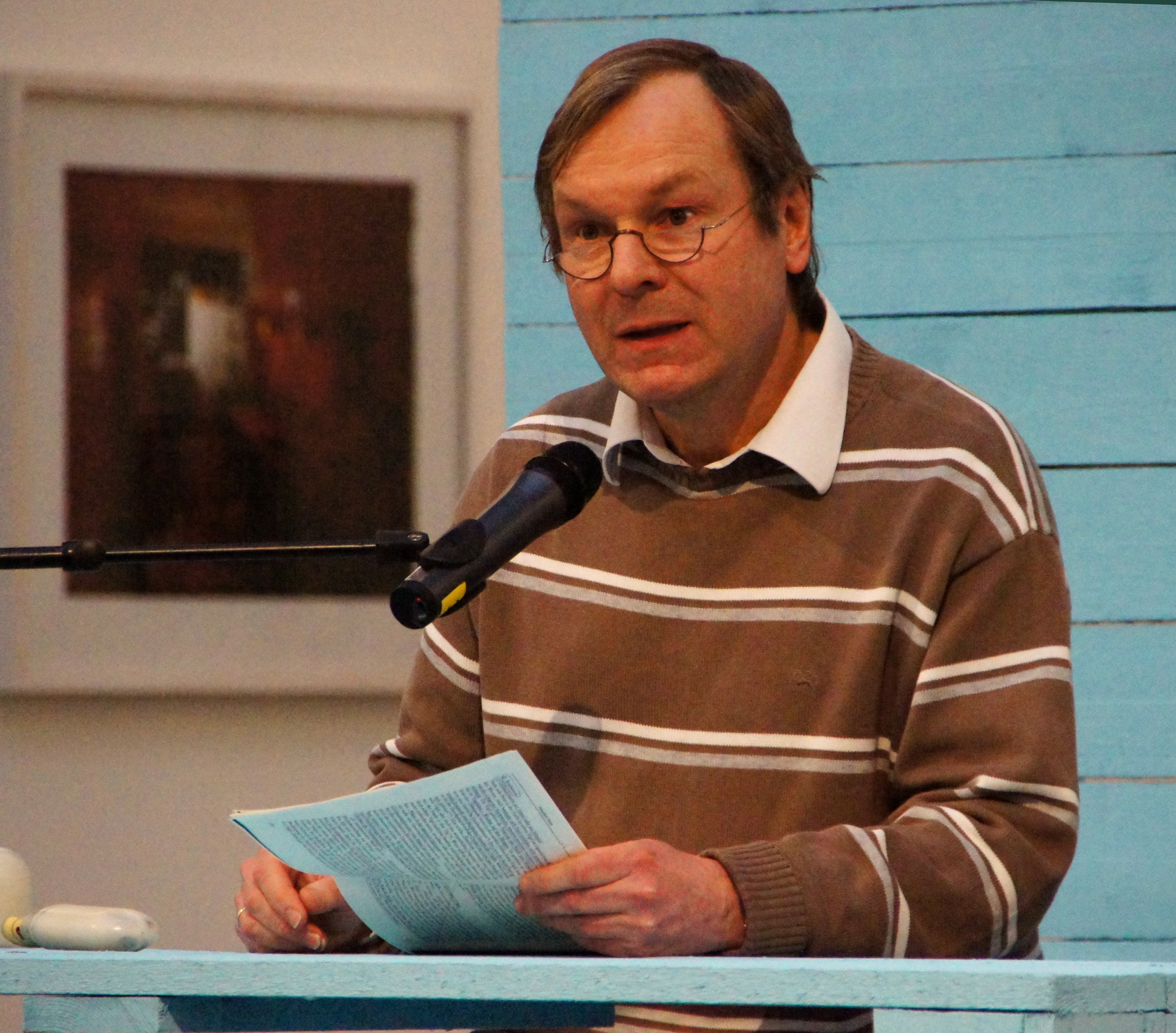
Georg Bydlinski (* 1956)

- Bydliński, Maciej (* 1988), polnischer Skirennläufer
- Bydlinski, Mini (* 1962), österreichischer Kabarettist und Schauspieler
- Bydlinski, Peter (* 1957), österreichischer Rechtswissenschaftler und Hochschullehrer
- Bydolek, Johannes (1888–1957), Weihbischof in Hildesheim
- Bydžovská, Zuzana (* 1961), tschechische Schauspielerin
- Bydžovský z Florentýna, Marek (1540–1612), tschechischer Historiker, Astronom, Mathematiker und Gelehrter und Humanist
- Bydžovský, Bohumil (1880–1969), tschechischer Mathematiker

### Bye
- Bye Nielsen, Niels (* 1972), dänischer Komponist und Musiker
- Bye, Matti (* 1966), schwedischer Musiker und Komponist
- Bye, Oskar (1870–1939), norwegischer Turner
- Bye, Ronald (1937–2018), norwegischer Politiker, Autor und Gewerkschafter
- Bye-Dietz, Karyn (* 1971), US-amerikanische Eishockeyspielerin
- ByeAlex (* 1984), ungarischer Indie-Pop-Sänger
- Byears, Latasha (* 1973), US-amerikanische Basketballspielerin
- Byeon, Hee-bong (1942–2023), südkoreanischer Schauspieler
- Byer, Doris (* 1942), österreichische Historikerin, Kulturanthropologin und Schriftstellerin
- Byer, Robert L. (* 1942), US-amerikanischer Physiker
- Byerlee, James Douglas (1927–2015), australischer Geophysiker
- Byerly, Hayden (* 2000), US-amerikanischer Schauspieler und Synchronsprecher
- Byerly, Kathleen (1944–2020), US-amerikanische Kapitänin
- Byern, Karl Wilhelm von (1737–1800), preußischer Generalmajor, Chef des Kürassierregiments Nr. 6
- Byern, Kraft von (1886–1918), preußischer Regierungsassessor und auftragsweise Landrat des Kreises Grevenbroich (1916–1918)
- Byern, Rudolf von (1844–1913), deutscher Rittergutsbesitzer und Politiker, MdR
- Byers, Billy (1927–1996), US-amerikanischer Jazz-Posaunist, Arrangeur und Komponist
- Byers, Clovis E. (1899–1973), US-amerikanischer Offizier, Generalleutnant der US-Army
- Byers, Dane (* 1986), kanadischer Eishockeyspieler
- Byers, Dremiel (* 1974), US-amerikanischer Ringer
- Byers, Eben (1880–1932), wohlhabender US-amerikanischer Geschäftsmann, Golfer und FootballerEben Byers (1880–1932)

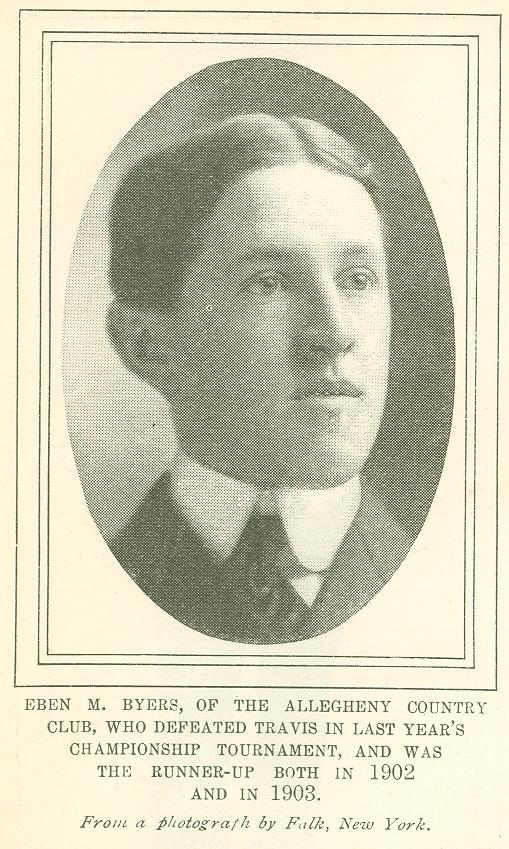
Eben Byers (1880–1932)

- Byers, Edward (* 1979), US-amerikanischer Militär, Mitglied der United States Navy und Medal-of-Honor-Träger
- Byers, Euan (* 1974), schottischer Curler
- Byers, Frank, Baron Byers (1915–1984), britischer Politiker (Liberal Party), Mitglied des House of Commons
- Byers, Horace (1906–1998), US-amerikanischer Meteorologe
- Byers, Jacqueline (* 1989), kanadische Schauspielerin
- Byers, James (* 1994), australischer Eishockeyspieler
- Byers, Laurie (1941–2024), neuseeländischer Radrennfahrer und Lokalpolitiker
- Byers, Lyndon (1964–2025), kanadischer Eishockeyspieler
- Byers, Margaret (1832–1912), britische Lehrerin, Abstinenzlerin und Suffragette
- Byers, Mike (1946–2010), kanadischer Eishockeyspieler
- Byers, Sam (* 1979), britischer Schriftsteller
- Byers, Stephen (* 1953), britischer Politiker (Labour), Mitglied des House of Commons
- Byers, Trai (* 1983), US-amerikanischer Schauspieler

### Byf
- Byfield, Debbie (* 1954), jamaikanische Sprinterin
- Byfield, Quinton (* 2002), kanadischer Eishockeyspieler
- Byford, Biff (* 1951), englischer Metal-SängerBiff Byford (* 1951)

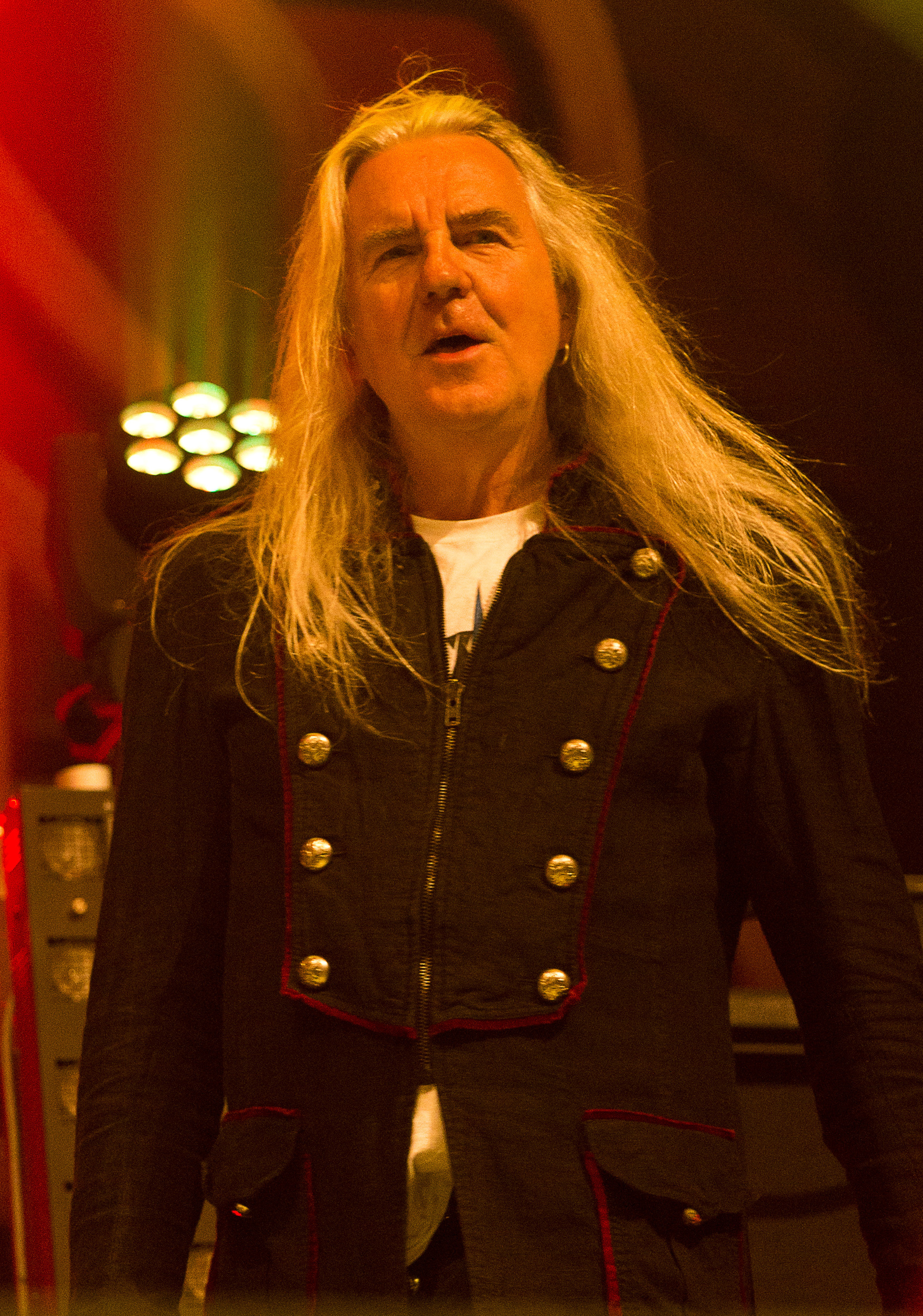
Biff Byford (* 1951)

- Byford, Hazel, Baroness Byford (* 1941), britische Politikerin (Conservative Party)
- Byfuglien, Dustin (* 1985), US-amerikanischer Eishockeyspieler
- Byfuglien, Helga Haugland (* 1950), norwegische Bischöfin

### Byg
- Byggland, Ånund Lid (* 1990), norwegischer Skilangläufer
- Byggmark, Jens (* 1985), schwedischer Skirennläufer
- Bygraves, Joe (1931–2012), jamaikanischer Boxer

### Byh
- Byhring, Carsten (1918–1990), norwegischer Schauspieler
- Byhring, Svein (1932–2007), norwegischer Schauspieler, Rundfunkmoderator und Komiker

### Byi
- Byington jr., Homer M. (1908–1987), US-amerikanischer Diplomat
- Byington, Homer (1879–1966), US-amerikanischer Tennisspieler
- Byington, Spring (1886–1971), US-amerikanische Schauspielerin

### Byk
- Byk, Alfred (1878–1942), deutscher Physikochemiker und Hochschullehrer
- Byk, Heinrich (1845–1923), deutscher Chemiker und Unternehmer
- Byk, Maria (1904–1949), deutsche Schauspielerin bei Bühne und Film
- Byk, Olesja Borissowna (* 1988), russische Rhythmische Sportgymnastin
- Byk, Suse (1884–1943), deutsche Fotografin
- Bykanov, Vladislav (* 1989), israelischer Shorttracker
- Bykanow, Ruslan Wladislawowitsch (* 1992), russischer Beachvolleyballspieler
- Bykau, Wassil (1924–2003), belarussischer Schriftsteller
- Bykau, Wiktar (* 1945), sowjetischer Radrennfahrer
- Bykov, Andrei (* 1988), schweizerisch-russischer Eishockeyspieler
- Bykow, Anatoli Michailowitsch (* 1953), sowjetischer Ringer
- Bykow, Dmitri Lwowitsch (* 1967), russischer Schriftsteller, Literatur- und Filmkritiker, Journalist und RundfunkmoderatorDmitri Lwowitsch Bykow (* 1967)

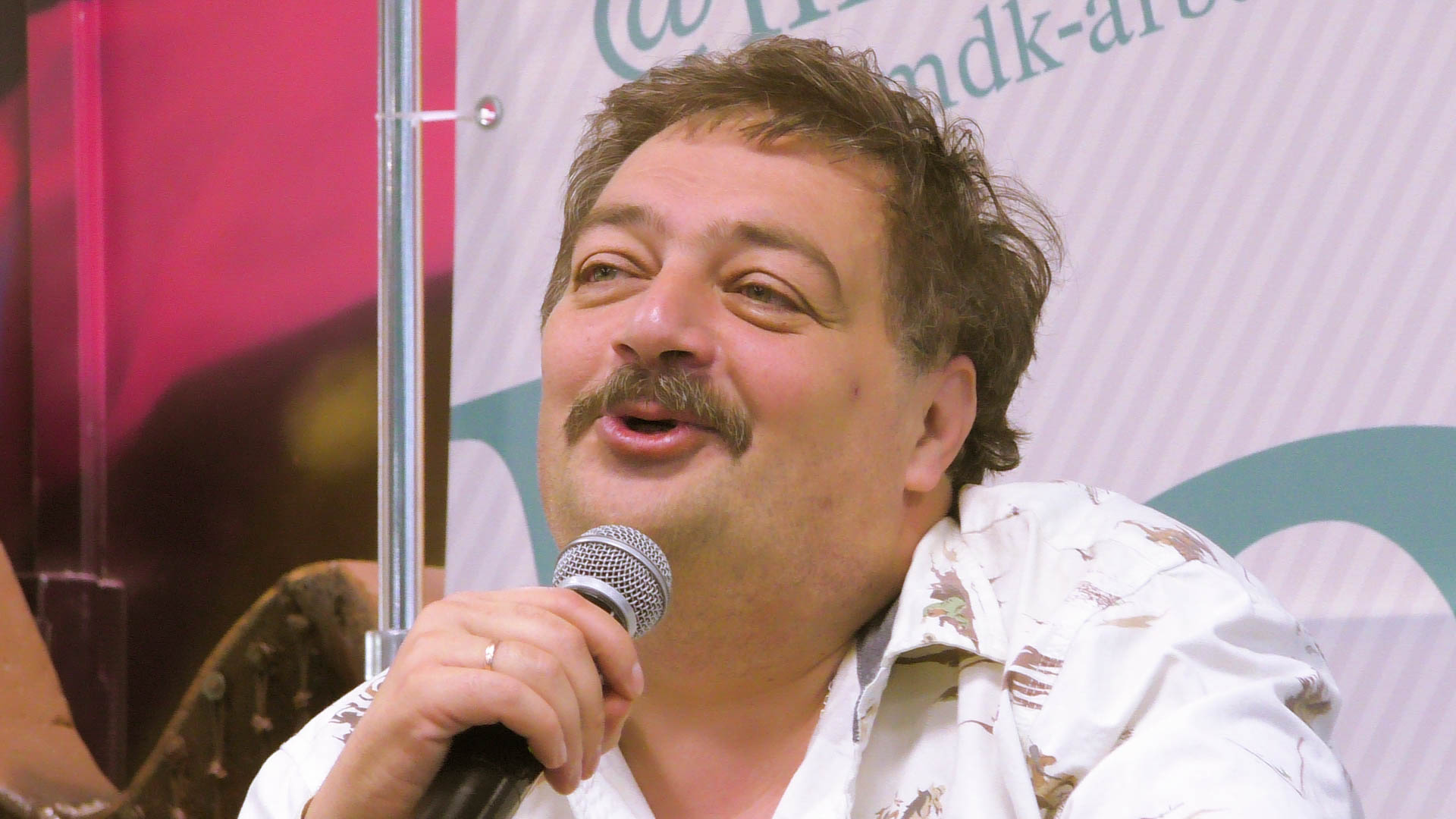
Dmitri Lwowitsch Bykow (* 1967)

- Bykow, Dmitri Wjatscheslawowitsch (* 1977), russischer Eishockeyspieler
- Bykow, Konstantin Michailowitsch (1886–1959), russischer bzw. sowjetischer Physiologe
- Bykow, Leonid (1928–1979), ukrainisch-sowjetischer Schauspieler, Filmregisseur und Drehbuchautor
- Bykow, Pawel Borissowitsch (1914–2013), sowjetischer Dreher
- Bykow, Rudolf Nikolajewitsch, sowjetischer Skispringer
- Bykow, Sergei Wladimirowitsch (* 1983), russischer Basketballspieler
- Bykow, Wjatscheslaw Arkadjewitsch (* 1960), russischer Eishockeyspieler und -trainer
- Bykow, Wladimir († 1998), sowjetischer Skispringer
- Bykowa, Galina Sacharowna (1928–2017), sowjetisch-russische Restauratorin
- Bykowa, Irina (* 1993), kasachische Skilangläuferin
- Bykowa, Jelisaweta Iwanowna (1913–1989), sowjetische Schachspielerin und Schachweltmeisterin
- Bykowa, Milena Alexejewna (* 1998), russische Snowboarderin
- Bykowa, Nadeschda Alexandrowna (1907–1997), sowjetische Architektin
- Bykowa, Tamara Wladimirowna (* 1958), russische Hochspringerin
- Bykowskaja, Ljudmila Anatoljewna (1937–2013), sowjetisch-russische Physikerin und Hochschullehrerin
- Bykowski, Ilja Walerjewitsch (* 2001), russischer Fußballspieler
- Bykowski, Konstantin Michailowitsch (1841–1906), russischer Architekt, Restaurator und Hochschullehrer
- Bykowski, Marcel (* 2004), polnischer Fußballspieler
- Bykowski, Michail Dorimedontowitsch (1801–1885), russischer Architekt, Restaurator und Hochschullehrer
- Bykowski, Waleri Fjodorowitsch (1934–2019), sowjetischer KosmonautWaleri Fjodorowitsch Bykowski (1934–2019)

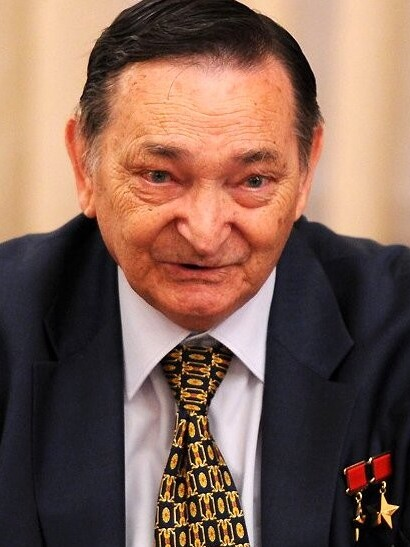
Waleri Fjodorowitsch Bykowski (1934–2019)

- Byku, Anastas (1828–1878), albanischer Lehrer, Publizist und Journalist

### Byl
- Byl, Imke (* 1993), deutsche Politikerin (Bündnis 90/Die Grünen)
- Byl, Jürgen (1920–1995), deutscher Gymnasiallehrer und Autor
- Byl, Lyn (* 1979), deutsch-britische Handballspielerin
- Byl, Philip Van der, südafrikanischer Schauspieler
- Byla, Christian Friedrich von († 1775), preußischer Oberforstmeister
- Byla, Christian Karl von (1857–1933), deutscher Politiker
- Byla, Heinrich Wilhelm von (1706–1752), preußischer Oberstleutnant, Kommandeur des 1. Stehenden Grenadier-Bataillons
- Byla, Karl von (1806–1852), deutscher Politiker
- Byland, Kiera, britische Radsportlerin, Goldmedaillengewinnerin bei Special Olympics
- Byland, Pierre (* 1938), Schweizer Schauspieler, Clown, Regisseur und Autor
- Bylandt, Arnold Christoph von (1680–1730), Herr zu Rheydt und Schwarzenberg
- Bylandt, Maria Anna von (1711–1787), Kanonisse zu Vilich
- Bylandt, Otto von († 1591), Rat, Drost, Herr zu Rheydt und Brempt
- Bylandt-Rheidt, Artur (1854–1915), österreichischer Minister
- Bylandt-Rheidt, Artur Maximilian von (1821–1891), österreichischer General und Reichskriegsminister
- Bylandt-Rheydt, Otto Heinrich von (1554–1608), brandenburgischer Geheimer Rat und Kriegsoberster
- Bylandt-Schwarzenberg, Karl Kaspar von (1712–1794), Kanoniker zu Fritzlar und Wimpfen
- Bylanzky, Ko (* 1972), deutscher Literaturveranstalter, MC, Autor, Poetry-Essayist und -Master
- Byléhn, Erik (1898–1986), schwedischer Leichtathlet
- Byles, Junior (1948–2025), jamaikanischer Reggae-Musiker
- Byles, Ronald Stewart (1923–1989), britischer Kakteenspezialist
- Byles, Thomas (1870–1912), britischer katholischer PriesterThomas Byles (1870–1912)

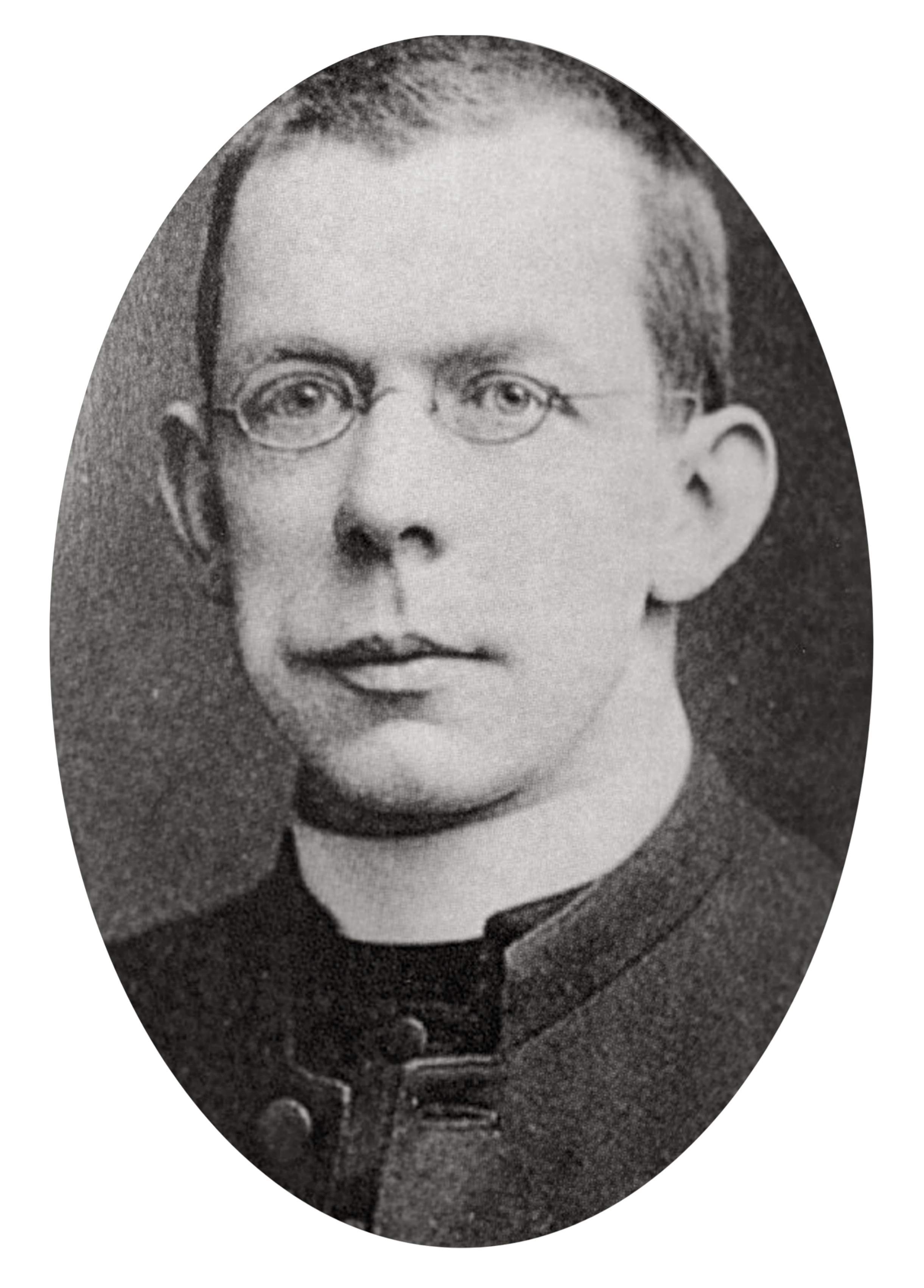
Thomas Byles (1870–1912)

- Bylica, Marcin (1433–1493), polnischer Astronom und Astrologe
- Byljakowska, Roksolana (* 1984), ukrainische Naturbahnrodlerin
- Bylon, Atheyna (* 1989), panamaische Boxerin
- Bylot, Robert, englischer Seefahrer und Entdecker
- Bylsma, Anner (1934–2019), niederländischer Cellist
- Bylsma, Dan (* 1970), US-amerikanischer Eishockeyspieler und -trainer
- Bylsma, John (* 1946), australischer Radrennfahrer
- Bylund, Jonas (* 1963), klassischer Posaunist und Hochschullehrer
- Bylund, Mattias (* 1974), schwedischer Skispringer

### Byn
- Byner, Greger, Dresdner Ratsherr und Bürgermeister
- Byner, Peter, Dresdner Ratsherr und Bürgermeister
- Bynes, Amanda (* 1986), US-amerikanische Schauspielerin und Showmasterin
- Byng, Frederick Gerald (1784–1871), englischer Adliger und Exzentriker
- Byng, George (1764–1847), britischer Politiker (Whigs) und Parlamentarier
- Byng, George, 1. Viscount Torrington (1663–1733), britischer Admiral
- Byng, Georgia (* 1965), britische Kinderbuchautorin
- Byng, James (* 1985), britischer Schauspieler und Sänger
- Byng, John († 1757), britischer Admiral und PolitikerJohn Byng († 1757)

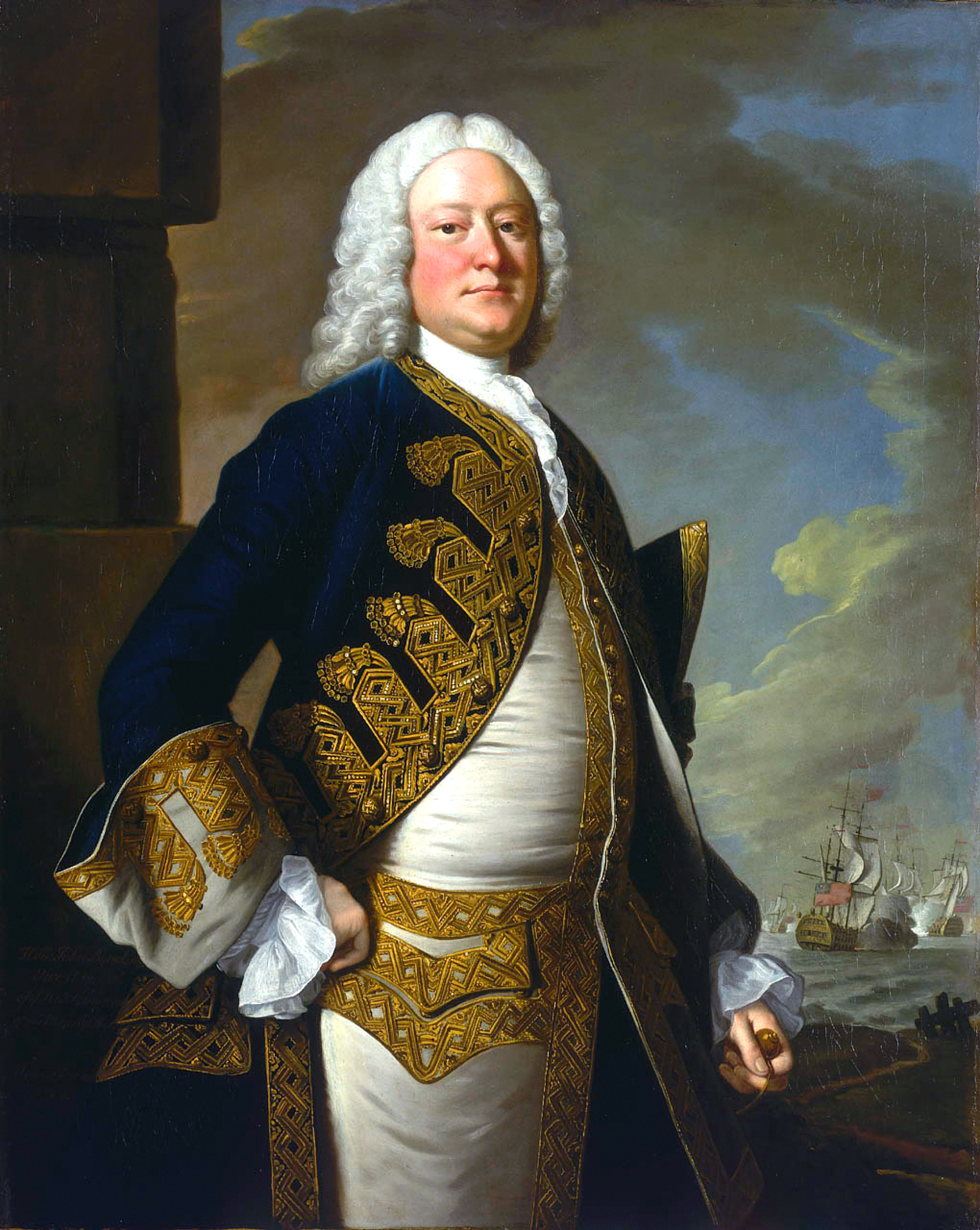
John Byng († 1757)

- Byng, Julian, 1. Viscount Byng of Vimy (1862–1935), britischer Feldmarschall und Generalgouverneur von Kanada
- Byng, Thomas († 1599), englischer Jurist und Regius Professor of Civil Law an der Universität Cambridge
- Bynkershoek, Cornelis van (1673–1743), niederländischer Jurist
- Bynner, Witter (1881–1968), amerikanischer Dichter
- Bynoe, Hilda (1921–2013), Gouverneurin von Grenada
- Bynum, Andrew (* 1987), US-amerikanischer Basketballspieler
- Bynum, Camryn (* 1998), US-amerikanischer Footballspieler
- Bynum, Caroline Walker (* 1941), US-amerikanische Historikerin
- Bynum, Elijah (* 1987), US-amerikanischer Filmregisseur und Drehbuchautor
- Bynum, G. T. (* 1977), US-amerikanischer Politiker, Bürgermeister von Tulsa
- Bynum, Janelle (* 1975), US-amerikanische Politikerin
- Bynum, Jesse Atherton (1797–1868), US-amerikanischer Politiker
- Bynum, John (* 1978), US-amerikanischer Basketballspieler
- Bynum, Taylor Ho (* 1975), US-amerikanischer Jazz-Trompeter
- Bynum, Will (* 1983), US-amerikanischer Basketballspieler
- Bynum, William D. (1846–1927), US-amerikanischer Politiker

### Byo
- BYOR, russischer DJ und Musikproduzent der Elektronischen Tanzmusik

### Byr
- Byram, Bowen (* 2001), kanadischer Eishockeyspieler
- Byram, Michael (* 1946), britischer Sprachdidaktiker
- Byram, Sam (* 1993), englischer Fußballspieler
- Byrczek, Jan (1936–2019), polnischer Jazzmusiker (Kontrabass) und Journalist
- Byrd, Adam M. (1859–1912), US-amerikanischer Politiker
- Byrd, Albert (1915–1990), US-amerikanischer Radrennfahrer
- Byrd, Alton (* 1957), US-amerikanisch-britischer ehemaliger Basketballspieler und Sportmanager
- Byrd, Andreina (* 1978), deutsche Langstreckenläuferin
- Byrd, Anne Gee (* 1938), US-amerikanische Schauspielerin
- Byrd, Bobby (1934–2007), US-amerikanischer Musiker
- Byrd, Butch (* 1941), US-amerikanischer American-Football-Spieler
- Byrd, Charles Willing (1770–1828), US-amerikanischer Politiker und Richter
- Byrd, Charlie (1925–1999), US-amerikanischer Jazzgitarrist
- Byrd, Chris (* 1970), US-amerikanischer Boxer
- Byrd, Dan (* 1985), US-amerikanischer SchauspielerDan Byrd (* 1985)

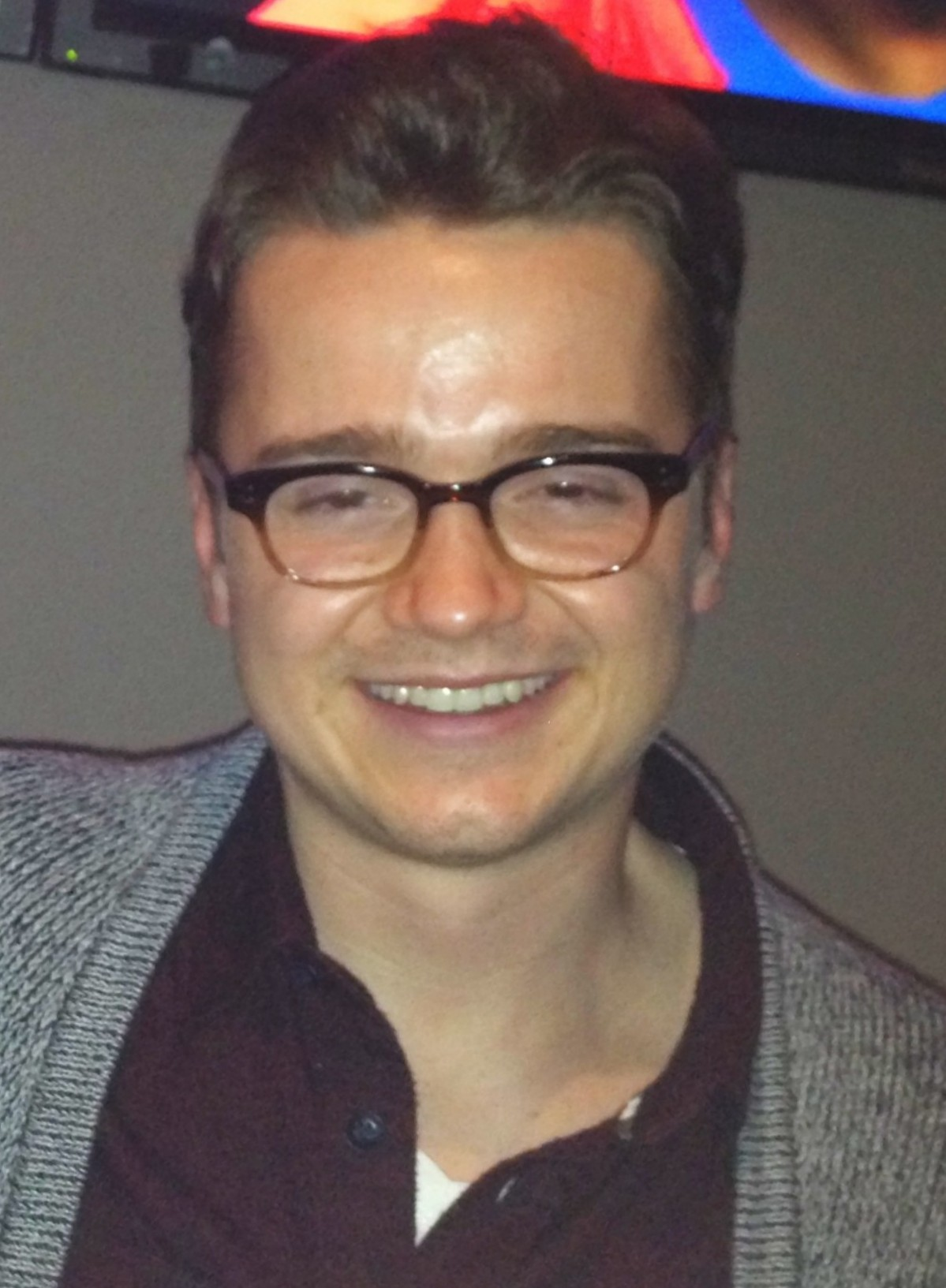
Dan Byrd (* 1985)

- Byrd, Danny (* 1979), britischer Drum-and-Bass-DJ
- Byrd, David (1932–2001), US-amerikanischer Schauspieler

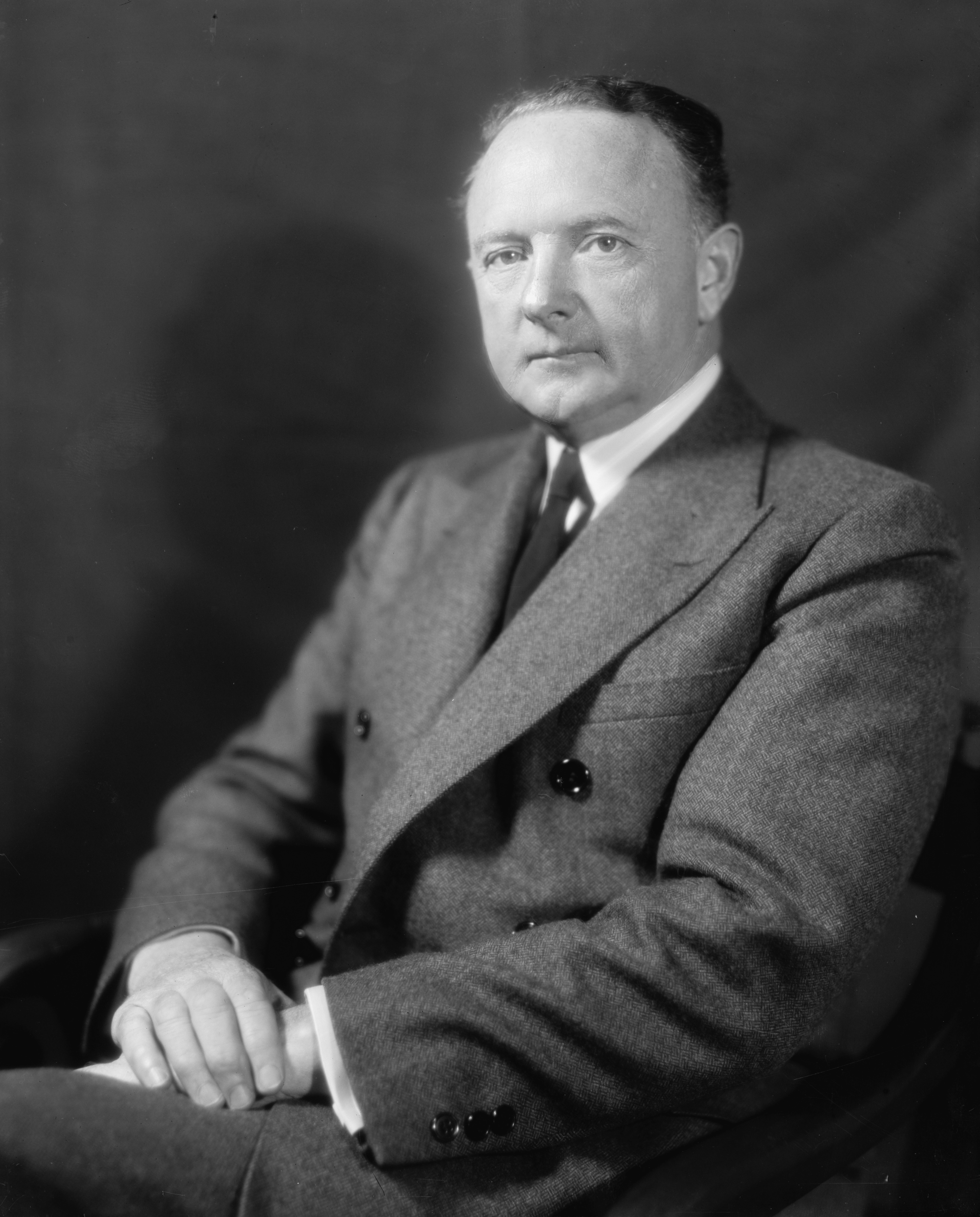
Harry F. Byrd senior (1887–1966)

- Byrd, David Harold (1900–1986), US-amerikanischer Ölunternehmer aus Texas
- Byrd, Donald (1932–2013), amerikanischer Jazztrompeter
- Byrd, Dozier Eugene (1890–1972), US-amerikanischer Politiker
- Byrd, Eugene (* 1975), US-amerikanischer Schauspieler
- Byrd, Garland T. (1924–1997), US-amerikanischer Politiker
- Byrd, George (1926–2010), US-amerikanischer Dirigent
- Byrd, Harry F. junior (1914–2013), US-amerikanischer Politiker
- Byrd, Harry F. senior (1887–1966), US-amerikanischer Politiker (Demokratischen Partei)Harry F. Byrd senior (1887–1966)
- Byrd, Jairus (* 1986), US-amerikanischer American-Football-Spieler
- Byrd, James junior (1949–1998), US-amerikanisches Mordopfer
- Byrd, Jerry (1920–2005), US-amerikanischer Country-Musiker
- Byrd, Joe Gene (1933–2012), amerikanischer Jazzmusiker
- Byrd, Leonard (* 1975), US-amerikanischer Leichtathlet
- Byrd, Mitch (* 1961), US-amerikanischer Comiczeichner
- Byrd, Paul F. (1918–1991), US-amerikanischer angewandter Mathematiker
- Byrd, Richard (1892–1958), US-amerikanischer Leichtathlet
- Byrd, Richard C. († 1854), US-amerikanischer Politiker
- Byrd, Richard Evelyn (1888–1957), US-amerikanischer Polarforscher und KonteradmiralRichard Evelyn Byrd (1888–1957)

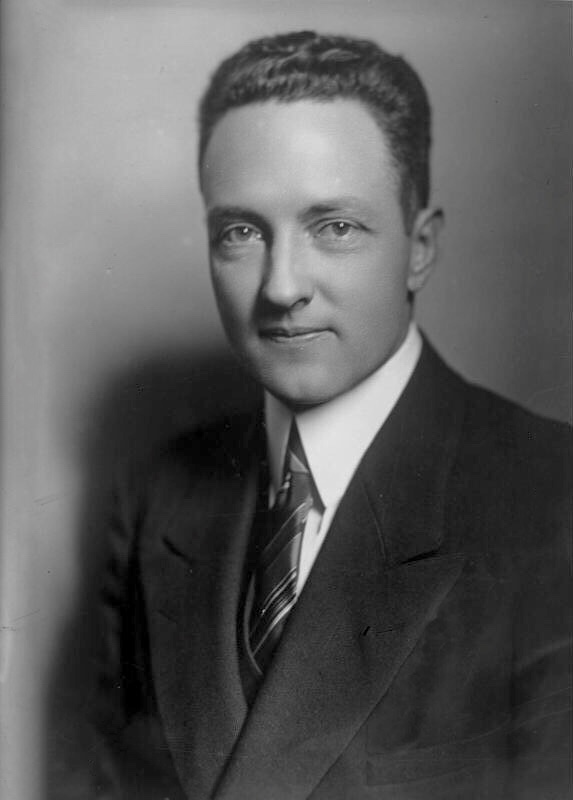
Richard Evelyn Byrd (1888–1957)

- Byrd, Robert (1917–2010), US-amerikanischer Politiker
- Byrd, Robin (* 1957), US-amerikanische Pornodarstellerin und Fernsehmoderatorin
- Byrd, Tracy (* 1966), US-amerikanischer Country-Sänger
- Byrd, William († 1623), englischer Komponist, Organist und Virginalist
- Byrgesen, Niki (* 1990), dänischer Bahnradfahrer
- Byrne, Abigail (* 1992), englische Fußballschiedsrichterin
- Byrne, Addie (* 1990), US-amerikanische Biathletin
- Byrne, Alexandra (* 1962), US-amerikanische Kostümbildnerin
- Byrne, Alfred (1882–1956), irischer Politiker, Mitglied des House of Commons
- Byrne, Alfred P. († 1952), irischer Politiker
- Byrne, Anne (* 1943), US-amerikanische Schauspielerin
- Byrne, Anthony (1930–2013), irischer Boxer
- Byrne, Bobby (1918–2006), US-amerikanischer Jazz-Posaunist und Bigband-Leader
- Byrne, Bobby (1932–2017), US-amerikanischer Kameramann
- Byrne, Bradley (* 1955), US-amerikanischer Politiker
- Byrne, Brendan (1924–2018), US-amerikanischer Politiker
- Byrne, Brian (* 1984), irischer Squashspieler
- Byrne, Catherine († 1994), irische Politikerin
- Byrne, Catherine (* 1956), irische Politikerin
- Byrne, Charles (1761–1783), irischer großwüchsiger Mensch
- Byrne, Christopher Edward (1867–1950), US-amerikanischer römisch-katholischer Geistlicher, vierter Bischof von Galveston
- Byrne, David (* 1947), irischer Politiker, EU-Kommissar (1999–2004)
- Byrne, David (* 1952), britisch-US-amerikanischer Musiker (Gesang und Gitarre) schottischer HerkunftDavid Byrne (* 1952)

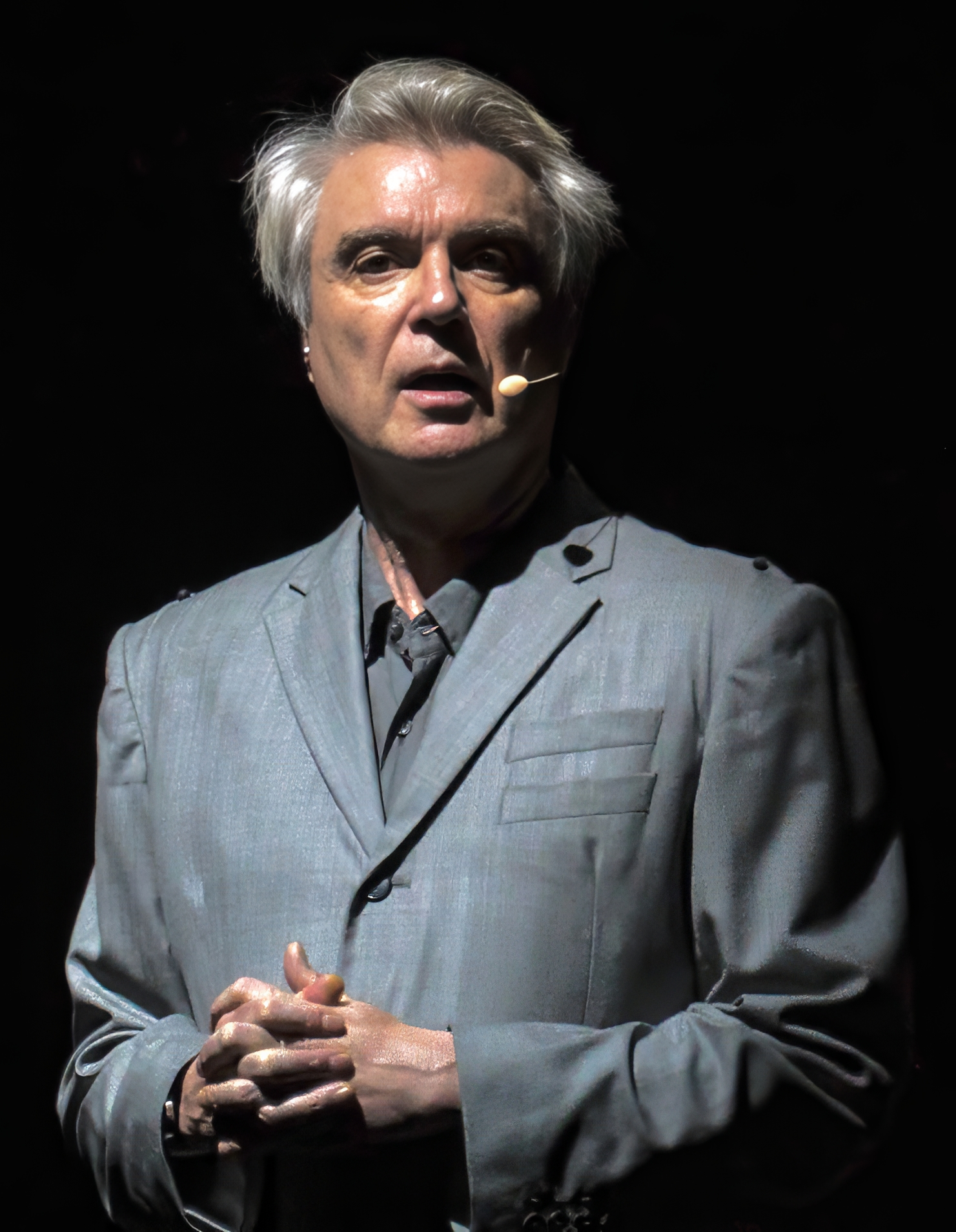
David Byrne (* 1952)

- Byrne, David (* 1983), englischer Dramatiker und Theaterdirektor
- Byrne, Derek John Christopher (* 1948), irischer Ordensgeistlicher, römisch-katholischer Bischof von Primavera do Leste-Paranatinga
- Byrne, Donald (1930–1976), US-amerikanischer Schachspieler
- Byrne, Eddie (1911–1981), irischer Schauspieler
- Byrne, Edward Joseph (1872–1940), irischer Geistlicher und römisch-katholischer Erzbischof von Dublin
- Byrne, Edwin Vincent (1891–1963), US-amerikanischer Geistlicher und Erzbischof von Santa Fe
- Byrne, Eibhlin, irische Politikerin (339. Lord Mayor of Dublin)
- Byrne, Emma (* 1979), irische Fußballspielerin
- Byrne, Emmet (1896–1974), US-amerikanischer Politiker
- Byrne, Eric (* 1947), irischer Politiker
- Byrne, Ethel (1883–1955), US-amerikanische Krankenschwester und Frauenrechtlerin
- Byrne, Ethel (1895–1957), australische Ärztin und Pathologin
- Byrne, Eugene (* 1959), britischer Schriftsteller
- Byrne, Frank M. (1858–1928), US-amerikanischer Politiker und der achte Gouverneur des Bundesstaates South Dakota (1913–1917)
- Byrne, Gabriel (* 1950), irischer FilmschauspielerGabriel Byrne (* 1950)

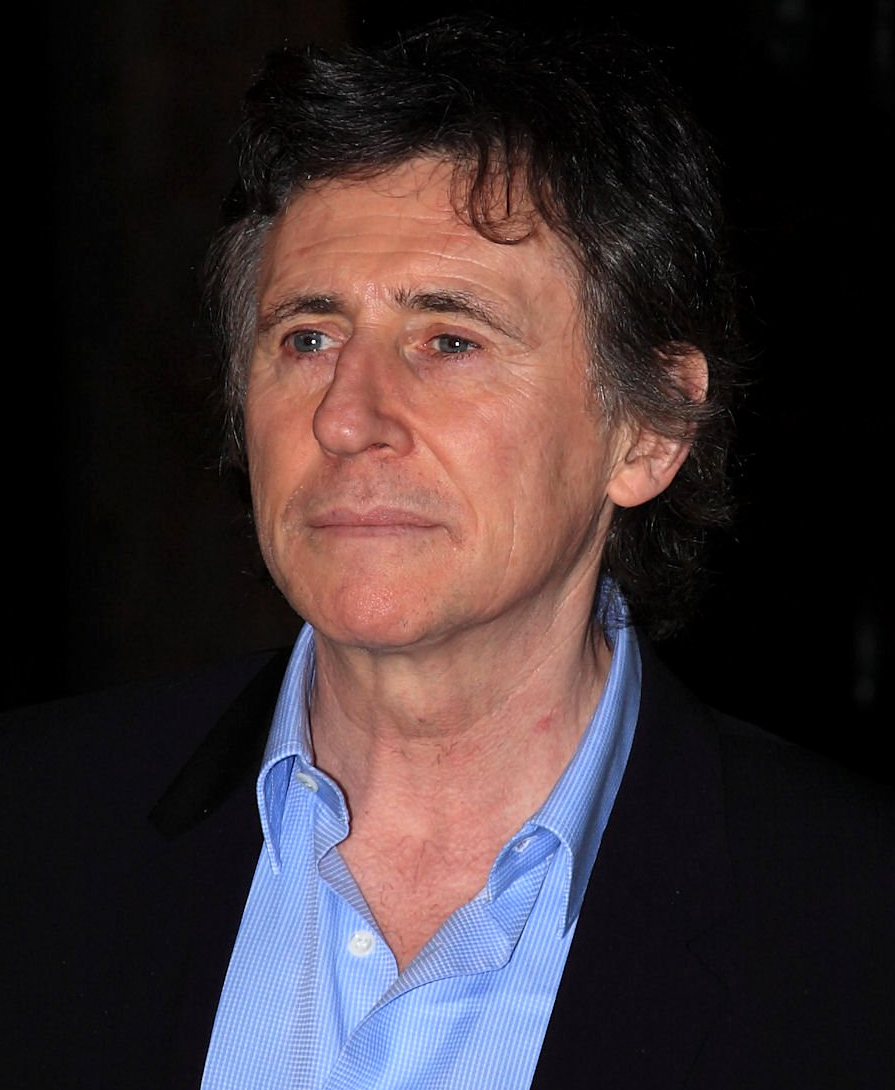
Gabriel Byrne (* 1950)

- Byrne, Gerard (* 1969), irischer Foto, Video und Live-Künstler
- Byrne, Gerry (1938–2015), englischer Fußballspieler
- Byrne, Henry (1920–1976), irischer Politiker
- Byrne, Hugh (* 1943), irischer Politiker (Fianna Fáil)
- Byrne, James (1908–1996), US-amerikanischer römisch-katholischer Geistlicher und Erzbischof von Dubuque
- Byrne, James A. (1906–1980), US-amerikanischer Politiker
- Byrne, Jane (1934–2014), US-amerikanische Politikerin, Bürgermeisterin von Chicago (1979 bis 1983)
- Byrne, Jasmine (* 1985), US-amerikanische Pornodarstellerin und ModelJasmine Byrne (* 1985)

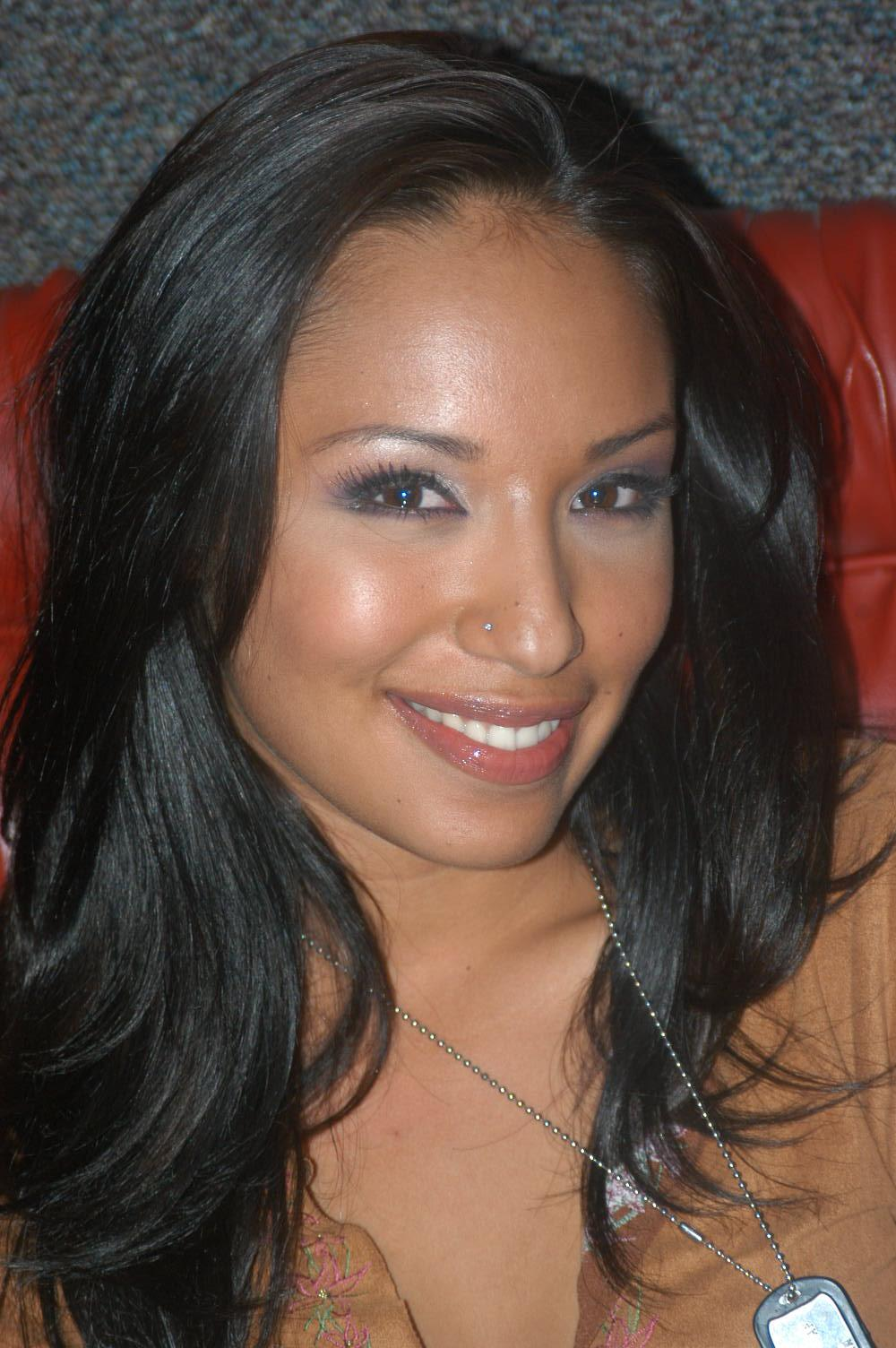
Jasmine Byrne (* 1985)

- Byrne, Jenny (* 1967), australische Tennisspielerin
- Byrne, Joanna, irische Politikerin
- Byrne, John (* 1950), amerikanischer Comicautor und -zeichner
- Byrne, John (* 1961), irischer Fußballspieler
- Byrne, Johnny (1939–1999), englischer Fußballspieler
- Byrne, Joseph James (1880–1961), irischer Ordensgeistlicher und römisch-katholischer Bischof von Moshi
- Byrne, Josh (* 1984), US-amerikanischer Filmschauspieler
- Byrne, Lee (* 1980), walisischer Rugbyspieler
- Byrne, Leo Christopher (1908–1974), US-amerikanischer römisch-katholischer Geistlicher und Weihbischof
- Byrne, Leslie L. (* 1946), US-amerikanische Politikerin
- Byrne, Liam (* 1970), britischer Politiker, Mitglied des House of Commons
- Byrne, Lorna (* 1953), irische Mystikerin und Autorin
- Byrne, Madelyn (* 1963), US-amerikanische Komponistin und Musikpädagogin
- Byrne, Malcolm (* 1974), irischer Politiker (Fianna Fáil)
- Byrne, Mary, irische Squashspielerin
- Byrne, Michael (* 1943), britischer Filmschauspieler
- Byrne, Michael Thomas (* 1985), walisischer Fußballspieler
- Byrne, Mike (* 1990), US-amerikanischer Schlagzeuger
- Byrne, Monica (* 1981), amerikanische Dramatikerin und Science-Fiction-Schriftstellerin
- Byrne, Nicky (* 1978), irischer Fußballspieler und Popsänger
- Byrne, Oliver (1810–1880), irischer Mathematiker und Autor
- Byrne, P. J. (* 1974), US-amerikanischer SchauspielerP. J. Byrne (* 1974)

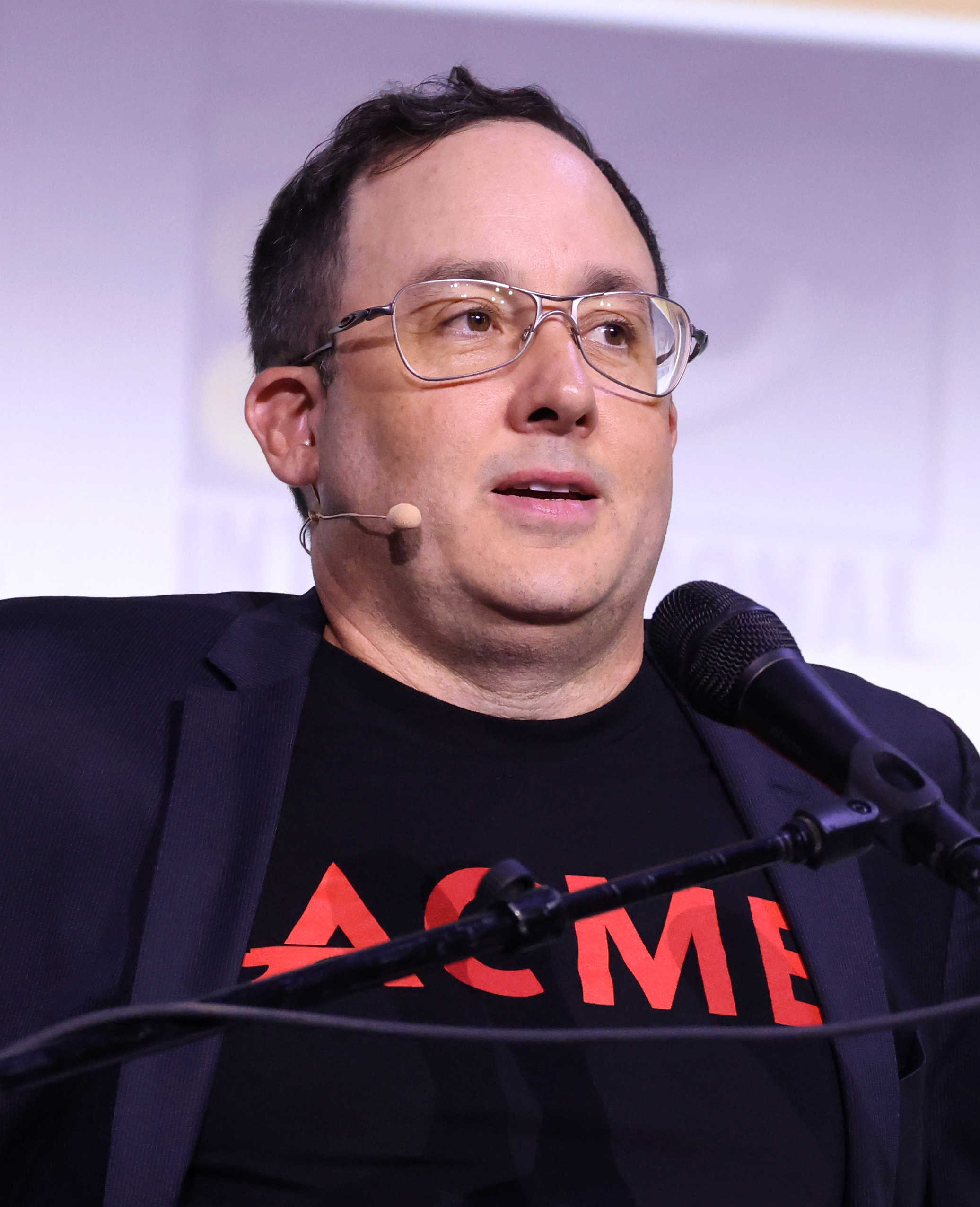
P. J. Byrne (* 1974)

- Byrne, Pat (* 1991), irischer Popsänger
- Byrne, Patricia M. (1925–2007), US-amerikanische Diplomatin
- Byrne, Patrick (1925–2021), irischer Politiker
- Byrne, Peter (* 1951), US-amerikanischer Geistlicher und Weihbischof in New York
- Byrne, Rhonda (* 1945), australische Drehbuchautorin und Produzentin
- Byrne, Robert (1928–2013), US-amerikanischer Schachspieler
- Byrne, Robert (* 1956), englischer Ordensgeistlicher und emeritierter römisch-katholischer Bischof von Hexam und Newcastle
- Byrne, Robyn (* 1997), irische Dartspielerin
- Byrne, Roger (1929–1958), englischer Fußballspieler
- Byrne, Ronan (* 1998), irischer Ruderer
- Byrne, Rory (* 1944), südafrikanischer Konstrukteur von Rennwagen
- Byrne, Rosalind (1904–1989), US-amerikanische Schauspielerin
- Byrne, Rose (* 1979), australische SchauspielerinRose Byrne (* 1979)

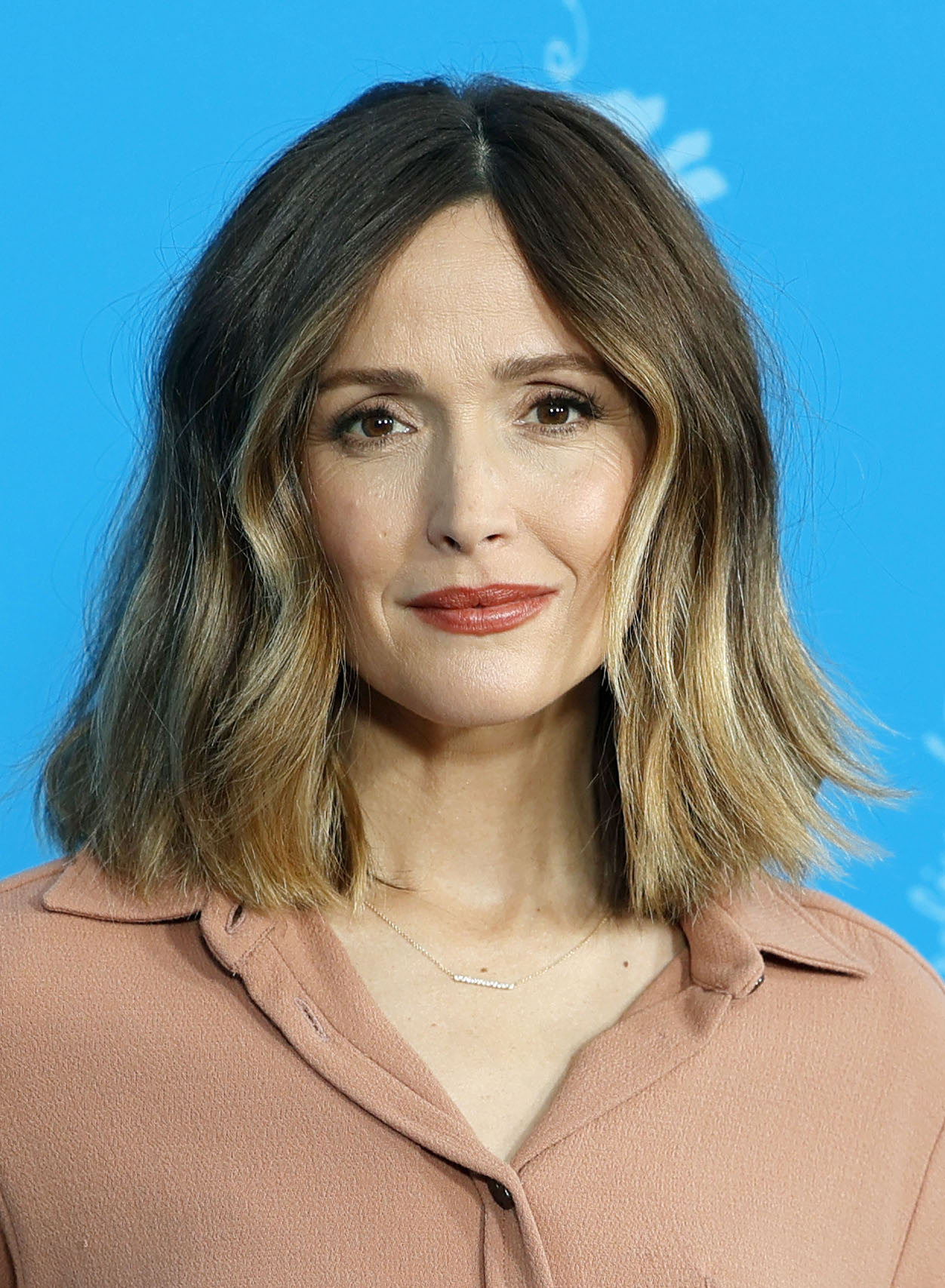
Rose Byrne (* 1979)

- Byrne, Rosemary (* 1948), schottische Politikerin
- Byrne, Ruth Anne (* 1975), österreichische Kinder- und Jugendbuchautorin und Meeresbiologin
- Byrne, Scarlett (* 1990), britische Schauspielerin
- Byrne, Seamus, irischer Filmproduzent
- Byrne, Seán (1937–2018), irischer Politiker
- Byrne, Siobhán (* 1984), irische Säbelfechterin
- Byrne, Steve (* 1978), britischer Folkmusiker, Songwriter und Musikethnologe
- Byrne, Stuart J. (1913–2011), US-amerikanischer Schriftsteller und Drehbuchautor
- Byrne, Thomas (1917–1978), irischer Politiker
- Byrne, Thomas (* 1977), irischer Politiker (Fianna Fáil)
- Byrne, Thomas Robert (1923–2009), US-amerikanischer Politiker
- Byrne, Thomas Ryan (1923–2014), US-amerikanischer Diplomat
- Byrne, Thomas Sebastian (1841–1923), US-amerikanischer Geistlicher und Bischof von Nashville
- Byrne, Tommy (* 1958), irischer Automobilrennfahrer
- Byrne, William (* 1964), US-amerikanischer Geistlicher und römisch-katholischer Bischof von Springfield
- Byrne, William T. (1876–1952), US-amerikanischer Politiker
- Byrnes, Andrew (* 1983), kanadischer Ruderer
- Byrnes, Brittany (* 1987), australische Schauspielerin
- Byrnes, Darcy Rose (* 1998), US-amerikanische Schauspielerin
- Byrnes, Edd (1932–2020), US-amerikanischer SchauspielerEdd Byrnes (1932–2020)

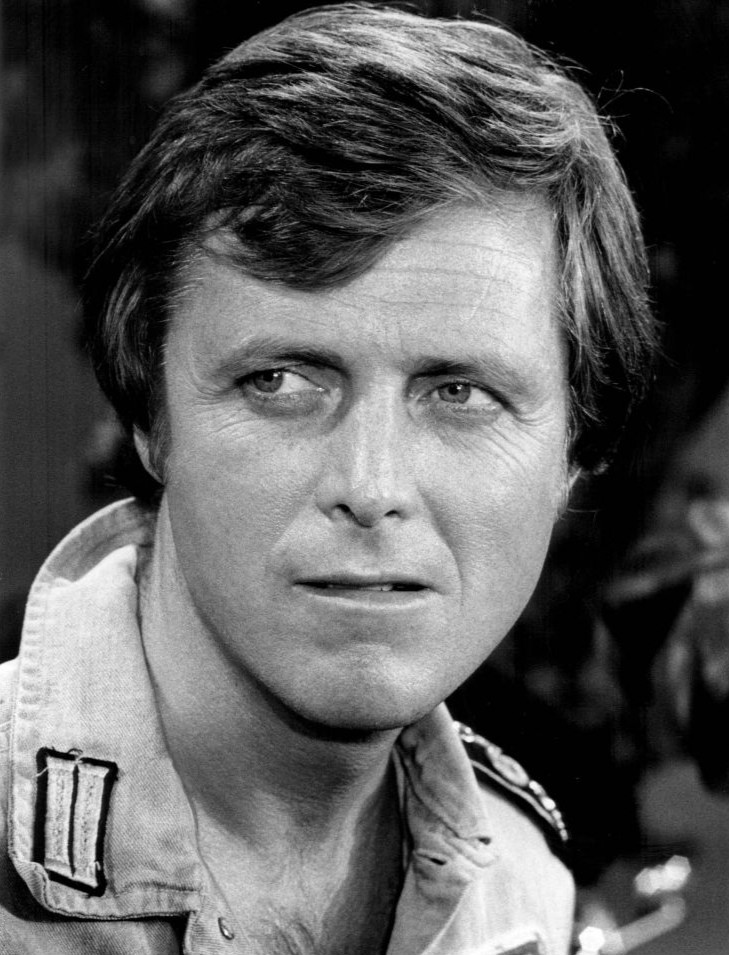
Edd Byrnes (1932–2020)

- Byrnes, James F. (1882–1972), US-amerikanischer Politiker der Demokratischen Partei
- Byrnes, Jim (* 1948), US-amerikanischer Schauspieler und Blues-Musiker
- Byrnes, John W. (1913–1985), US-amerikanischer Politiker
- Byrnes, Josephine (* 1966), US-amerikanisch-australische Schauspielerin
- Byrnes, Kevin P. (* 1950), US-amerikanischer Offizier, General der US Army
- Byrnes, Mark (* 1982), australischer Fußballspieler
- Byrnes, Michael Jude (1958–2025), US-amerikanischer römisch-katholischer Geistlicher, Erzbischof von Agaña
- Byrnes, Rob (* 1958), US-amerikanischer Autor
- Byrnes, Tricia (* 1974), US-amerikanische Snowboarderin
- Byrns, Harold (1903–1977), deutsch-amerikanischer Musiker, Komponist, Arrangeur und Dirigent
- Byrns, Joseph W. (1869–1936), US-amerikanischer Politiker (Demokratische Partei), Sprecher des Repräsentantenhauses
- Byrns, Joseph W. junior (1903–1973), US-amerikanischer Politiker
- Byrns, Samuel (1848–1914), US-amerikanischer Politiker
- Byroade, Henry A (1913–1993), US-amerikanischer Diplomat
- Byrom, John (1692–1763), englischer Schriftsteller und der Reformator der englischen Stenografie
- Byrom, Ray (1935–2020), englischer Fußballspieler
- Byron, Arthur (1872–1943), US-amerikanischer Schauspieler
- Byron, Beverly (1932–2025), US-amerikanische Politikerin
- Byron, Carl, libanesisch-amerikanischer Komponist und Keyboarder
- Byron, David (1947–1985), britischer Sänger
- Byron, Don (* 1958), US-amerikanischer Jazzmusiker (Klarinettist, Komponist)
- Byron, George Gordon (1788–1824), britischer DichterGeorge Gordon Byron (1788–1824)

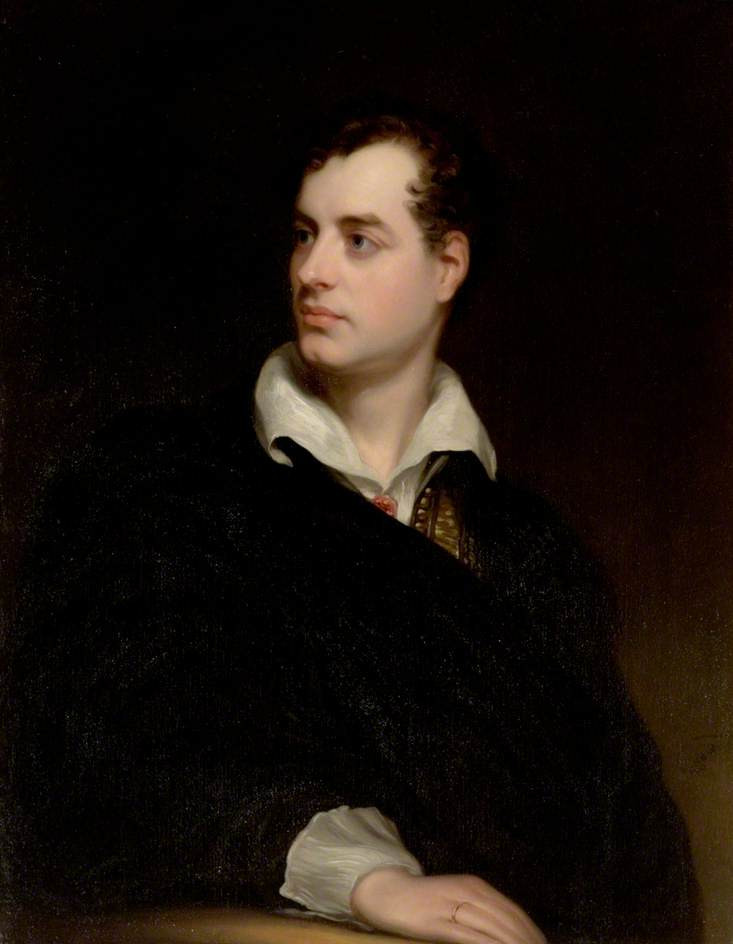
George Gordon Byron (1788–1824)

- Byron, Goodloe (1929–1978), US-amerikanischer Politiker
- Byron, Gordon (* 1953), englischer Fußballspieler
- Byron, Jean (1925–2006), US-amerikanische Schauspielerin
- Byron, Jean-Michel, südafrikanischer Musiker
- Byron, Jeffrey (* 1955), US-amerikanischer Schauspieler
- Byron, John (1723–1786), britischer Südseeforscher
- Byron, John (1757–1791), Offizier der British Army
- Byron, John, 1. Baron Byron († 1652), englischer Adliger
- Byron, Kari (* 1974), US-amerikanische Bildhauerin, Malerin und Fernsehmoderatorin
- Byron, Katharine (1903–1976), US-amerikanische Politikerin
- Byron, Kathleen (1921–2009), britische Filmschauspielerin
- Byron, Nina (1900–1987), neuseeland-gebürtige, US-amerikanische Schauspielerin und Tänzerin
- Byron, Paul (* 1989), kanadischer Eishockeyspieler
- Byron, Red (1915–1960), US-amerikanischer NASCAR-Rennfahrer und Meister
- Byron, Robert (1905–1941), britischer Schriftsteller
- Byron, Tanya (* 1967), britische Psychologin
- Byron, Tom (* 1961), US-amerikanischer PornodarstellerTom Byron (* 1961)

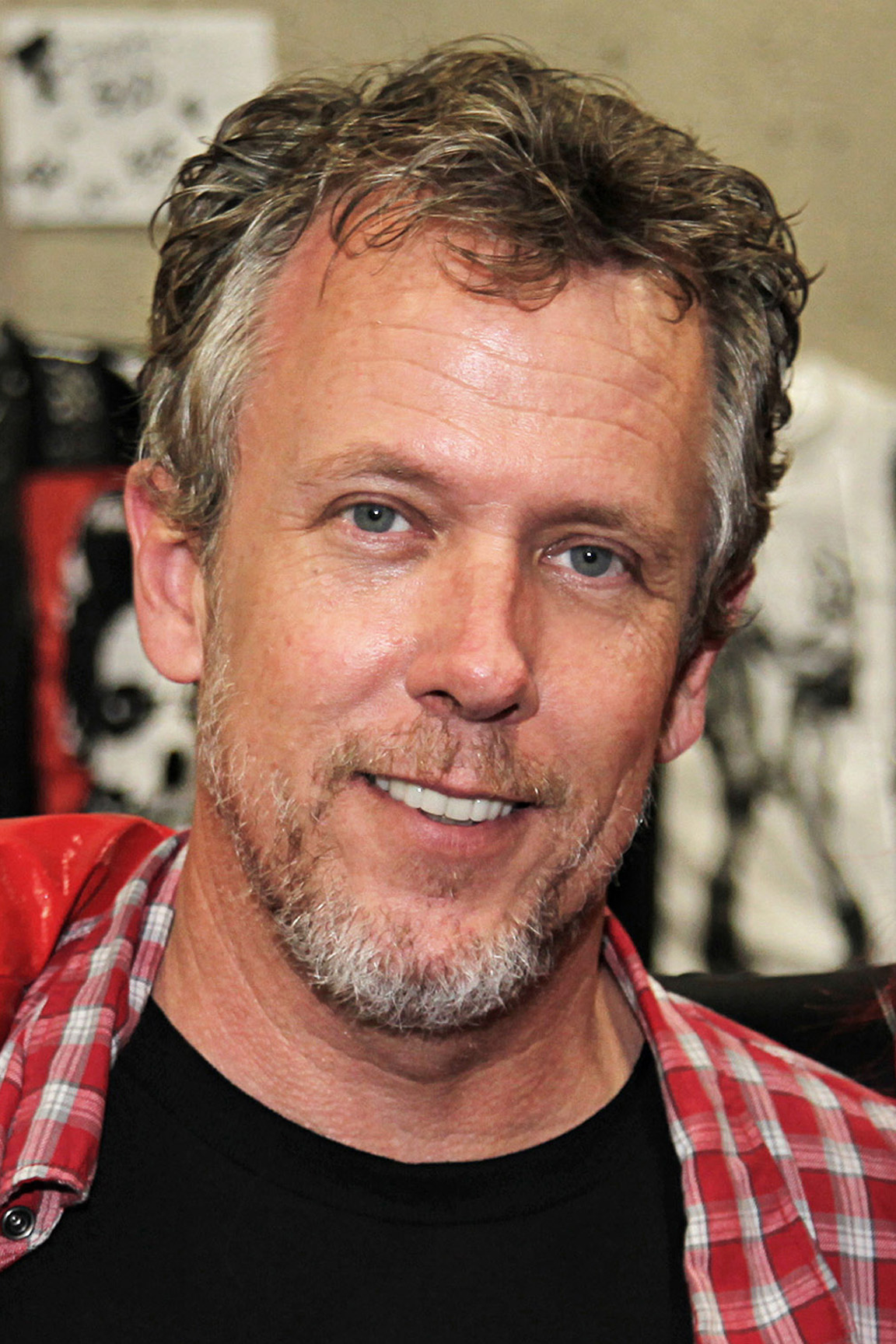
Tom Byron (* 1961)

- Byron, Walter (1894–1971), kanadischer Eishockeyspieler
- Byron, Walter (1899–1972), US-amerikanischer Schauspieler
- Byron, William (1749–1776), britischer Politiker
- Byron, William (* 1997), US-amerikanischer Automobilrennfahrer
- Byron, William D. (1895–1941), US-amerikanischer Politiker
- Byron, William, 4. Baron Byron (1670–1736), englisch-britischer Peer und Politiker
- Byron, William, 5. Baron Byron (1722–1798), britischer Peer und Politiker
- Byrt, Andrzej (* 1949), polnischer Diplomat, Botschafter in Deutschland und Frankreich, Vizeminister
- Byrt, Tomasz (* 1993), polnischer Skispringer
- Byrtus, Viktor (* 2001), tschechischer Squashspieler
- Byrum, John (* 1947), US-amerikanischer Filmregisseur und Drehbuchautor

### Bys
- Bysack, Netai (1928–2005), indischer Radrennfahrer
- Byschl, Max (1856–1931), deutscher Apotheker, Gründer des Deutschen Alpenvereins, Sektion Garmisch-Partenkirchen
- Byschowez, Anatoli Fjodorowitsch (* 1946), ukrainisch-russischer Fußballtrainer und Fußballspieler
- Bysiewicz, Susan (* 1961), US-amerikanische Politikerin
- Byss, Johann Rudolf (1660–1738), Schweizer Maler
- Bystøl, Lars (* 1978), norwegischer Skispringer und Nordischer Kombinierer
- Bystøl, Marit Tveite (* 1981), norwegische Skibergsteigerin
- Bystřický, Tomáš (* 1990), tschechischer Bi-, Tri- und Quadrathlet
- Bystrík († 1046), römisch-katholischer Bischof, Märtyrer und Heiliger
- Bystřina, Ivan (1924–2004), tschechischer Kommunikationswissenschaftler und Professor an der Freien Universität Berlin
- Bystritskaia, Valeria (* 1986), russisch-deutsche Schönheitskönigin, Model und Schauspielerin
- Bystritzki, Arnold, Filmregisseur und Filmproduzent in St. Petersburg und Berlin
- Bystrizkaja, Elina Awraamowna (1928–2019), sowjetische bzw. russische Schauspielerin, Sängerin und Hochschullehrerin
- Byström, Arvida (* 1991), schwedisches Model
- Byström, Eva Nordung (* 1957), schwedische lutherische Bischöfin
- Byström, Fredrik (* 1982), schwedischer Skilangläufer
- Byström, Johan Niclas (1783–1848), schwedischer Bildhauer
- Byström, Malin (* 1973), schwedische Opern- und Konzertsängerin in der Stimmlage Sopran
- Byström, Oscar (1821–1909), schwedischer Komponist
- Bystrøm, Sven Erik (* 1992), norwegischer Radrennfahrer
- Bystroň, David (1982–2017), tschechischer Fußballspieler
- Bystron, Petr (* 1972), deutscher Politiker (AfD) tschechischer HerkunftPetr Bystron (* 1972)

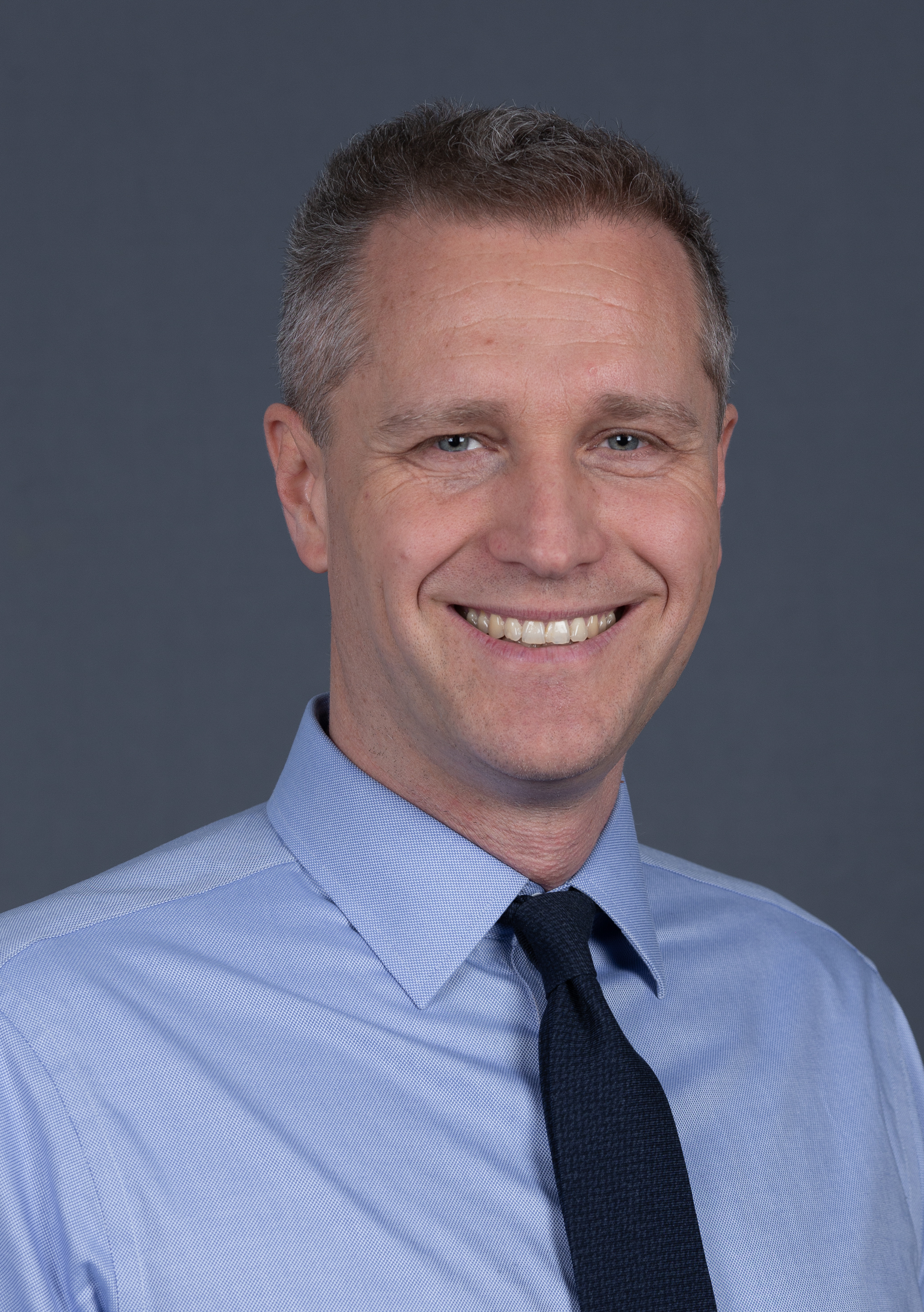
Petr Bystron (* 1972)

- Bystrov, Vlady (* 1967), russischer Komponist, Saxophonist und Hochschullehrer
- Bystrow, Alexei Petrowitsch (1899–1959), russischer Paläontologe, Anatom und Histologe
- Bystrow, Artjom Nikolajewitsch (* 1985), russischer Schauspieler
- Bystrow, Boris Jewgenjewitsch (1945–2024), sowjetischer und russischer Schauspieler und Synchronsprecher
- Bystrow, Marat (* 1992), kasachischer Fußballspieler
- Bystrow, Wiktor Michailowitsch (1931–1992), sowjetisch-russischer Boxer
- Bystrow, Wladimir Sergejewitsch (* 1984), russischer Fußballspieler
- Bystrowa, Galina Petrowna (1934–1999), sowjetische Leichtathletin
- Byszewska, Teresa (1929–2018), polnische Illustratorin, Plakatkünstlerin und Grafikdesignerin
- Byszio, Eva (* 1993), deutsche Eishockeyspielerin

### Byt
- Bytschenko, Oleksij (* 1988), israelischer Eiskunstläufer
- Bytschkow, Michail Iwanowitsch (1926–1997), russischer Eishockeyspieler
- Bytschkow, Semjon (* 1952), russischstämmiger Dirigent
- Bytschkow, Semjon Trofimowitsch (1918–1946), sowjetischer Pilot
- Bytschkow, Wiktor Andrejewitsch (* 1938), sowjetisch-russischer Sprinter
- Bytschkow, Wiktor Nikolajewitsch (* 1954), russischer Schauspieler
- Bytschkow, Wladimir Sergejewitsch (1929–2004), sowjetischer Filmregisseur
- Bytschkowa, Jekaterina Andrejewna (* 1985), russische Tennisspielerin
- Bytschkowa, Julija Wassiljewna (* 1979), russische Architektin und Landschaftsarchitektin
- Bytyçi, Rexhe (* 1987), österreichischer Fußballspieler
- Bytyqi, Enis (* 1997), deutsch-kosovarischer Fußballspieler
- Bytyqi, Hysen (* 1968), kosovarischer Agrarwissenschaftler der Nutztierwissenschaften
- Bytyqi, Meriton (* 1996), Schweizer Fussballspieler
- Bytyqi, Sinan (* 1995), kosovarischer FußballspielerSinan Bytyqi (* 1995)

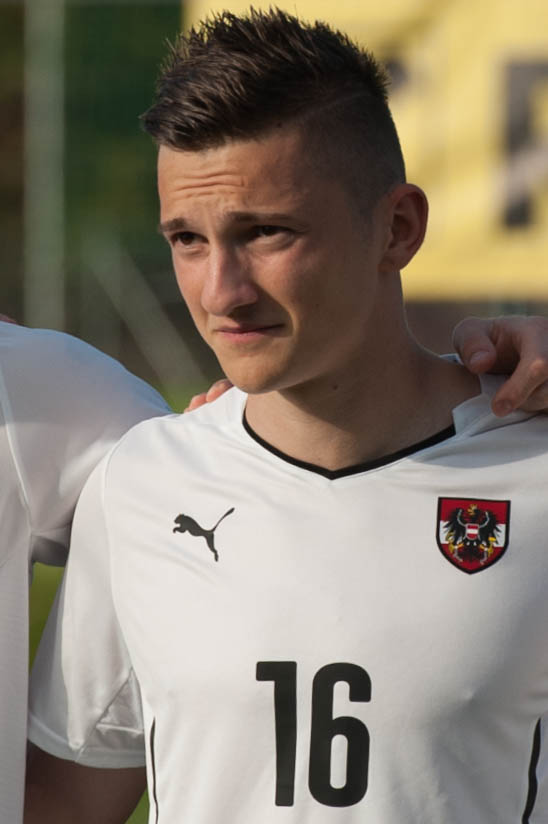
Sinan Bytyqi (* 1995)

- Bytyqi, Zymer (* 1996), norwegisch-kosovarischer Fußballspieler

### Byu
- Byun, Baek-hyun (* 1992), koreanischer Sänger und SchauspielerByun Baek-hyun (* 1992)

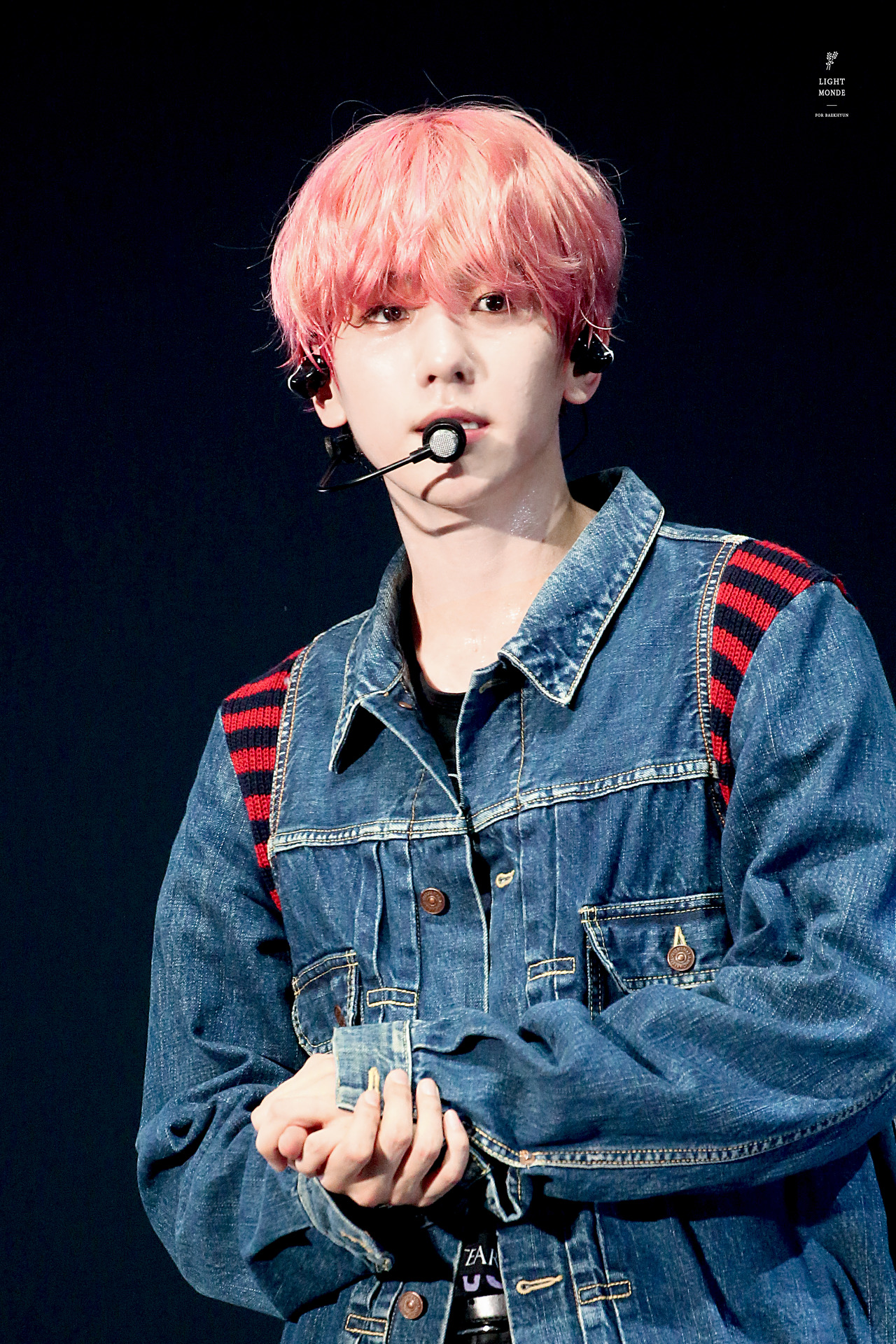
Byun Baek-hyun (* 1992)

- Byun, Byung-joo (* 1961), südkoreanischer Fußballspieler
- Byun, Chun-sa (* 1987), südkoreanische Shorttrackerin
- Byun, Jung-il (* 1968), südkoreanischer Boxer

### Byv
- Byvanck, Alexander Willem (1884–1970), niederländischer Klassischer und Provinzialrömischer Archäologe
- Byvanck-Quarles van Ufford, Hortense Anne Louise Elisabeth (1907–2002), niederländische Klassische Archäologin
- Byvatov, Marianna (* 2005), deutsche Basketballspielerin

### Byw
- Bywater, Hetti (* 1994), britische Schauspielerin
- Bywater, Ingram (1840–1914), britischer Klassische Philologe
- Bywaters, Eric (1910–2003), britischer Mediziner
- Bywaters, Frederick (1902–1923), hingerichteter Mörder im Vereinigten Königreich
- Bywaters, Gabe (1914–2004), australischer Politiker, Abgeordneter und Minister
- Bywaters, Zakiya (* 1991), US-amerikanische Fußballspielerin
- Bywschew, Wassili Michailowitsch (1922–1998), sowjetischer Schachspieler und -trainer

### Byz
- Byzes, griechischer Bauhandwerker